# Heinrich Cotta (Maler)
Heinrich Franz Cotta, eigentlich Heinrich Franz Kotta (* 9. Februar 1791 in Rudolstadt; † 25. April 1856 ebenda) war ein deutscher Militärmaler sowie Tiermaler, Kupferstecher, Radierer, Lithograf und Zeichner.

## Leben
Cotta war ein Sohn des Malers Friedrich Franz Kotta (1758/1760–1821) und dessen Frau Anna Elisabeth Juliane (geborene Arnold, * um 1758, † 18. Oktober 1797). Das Zeichnen und Radieren erlernte er frühzeitig vom Vater, der 1791 nach seiner Tätigkeit als Porzellanmodelleur in Volkstedt zum Hofmaler ernannt wurde und eine enge Verbindung zum Fürsten Ludwig Friedrich II. von Schwarzburg Rudolstadt hatte. 1810 und 1811 besuchte Cotta die Fürstliche freie Zeichenschule Weimar bei Johann Heinrich Meyer (1760–1832), und ab 1815 folgten weitere Studien an der Königlichen Sächsischen Akademie in Dresden, wo Gerhard von Kügelgen (1772–1820) einer seiner Ausbilder war. Dessen Sohn Wilhelm von Kügelgen (1802–1867), der ebenfalls dort ein Schüler seines Vaters war, schrieb später in seinen Jugenderinnerungen:

„Der andere, namens Cotta, Sohn eines Malers in Rudolstadt, war ein langer, pockennarbiger Mensch in hellgrünem Pelzrock und mit grimmigen Gesichtszügen, deren Hässlichkeit man jedoch nicht übel nahm, weil sie zu der Individualität des Ganzen passte.“

Schon frühzeitig wechselte er die Initiale des Familiennamens von K zu C, um sich vom Vater abzugrenzen. Im Jahr 1820 unternahm er eine Reise nach Wien. Bereits 1822 war Cotta am Hof in Rudolstadt als Maler tätig. Im Januar 1825 wurde er offiziell zum Hofmaler ernannt.
Cotta erteilte Zeichenunterricht und stellte für das Hoftheater Rudolstadt nach eigenen Entwürfen Kulissen her.

## Familie
1821 heiratete er Dorothea (geborene Biel, † 1859), eine Pfarrerstochter aus Könitz. Aus deren Ehe gingen zwei Kinder hervor:
- Wilhelm Cotta (1822–1856), wurde trotz seiner Lähmungen Porträtmaler, er beging nach dem Tod des Vaters ebenfalls Suizid.
- Caroline Lucinde Cotta (* 1826)

Heinrich Cotta wählte am 25. April 1856 den Freitod.

## Schaffen
Cotta war in den ersten Jahrzehnten des 19. Jahrhunderts in Sachsen und Thüringen aktiv. Im Bestand des Thüringer Landesmuseums Heidecksburg Rudolstadt befinden sich zwei Skizzenbücher mit grafischen Arbeiten, die seine gute Beobachtung und sichere Wiedergabe der Anatomie von Mensch und Tier zeigen. Insbesondere seine Blätter aus der Zeit der Befreiungskriege (1806–1813) besitzen einen hohen künstlerischen und dokumentarischen Wert. Albrecht Kurzwelly beschrieb ihn als einen

„… der begabtesten Schilderer des Soldatenlebens der Befreiungskriege, besonders tüchtig in genre- und episodenhaften Kriegsszenen und Soldatengruppen. Er sticht und radiert in einer sehr feinen und zarten Umrißmanier und befleißigt sich in der Zeichnung einer großen Natürlichkeit, Anmut und Sorgfalt.“

Cotta nutzte teilweise fremde Vorlagen (beispielsweise für 12 Soldatenszenen, die er nach Kompositionen Alexander Iwanowitsch Sauerweids radierte) und zeichnete selbst Vorlagen für andere Stecher (unter anderem 1813 für den Verleger Paul Anton Skerl (1787–1852) eine Darstellung des Todes Józef Antoni Poniatowskis).
- Kriegs-scenen in Sachsen, vorzüglich im Saalgrunde, zur Erinnerung an die Jahre 1813 und 1814. 1. Heft. Nach der Natur gezeichnet, radirt und Dem Durchlauchtigsten Herrn, Herrn Friedrich Günther, Fürsten zu Schwarzburg-Rudolstadt, seinem gnädigsten Landesherrn, unterthänigst gewidmet von Heinrich Cotta. (philamuseum.org Auswahl im Philadelphia Museum of Art).
- Militärisches Zeichenbuch in Kriegsszenen 1813/14. Rudolstadt 1821 (napoleon-online.de).